# Rokytno

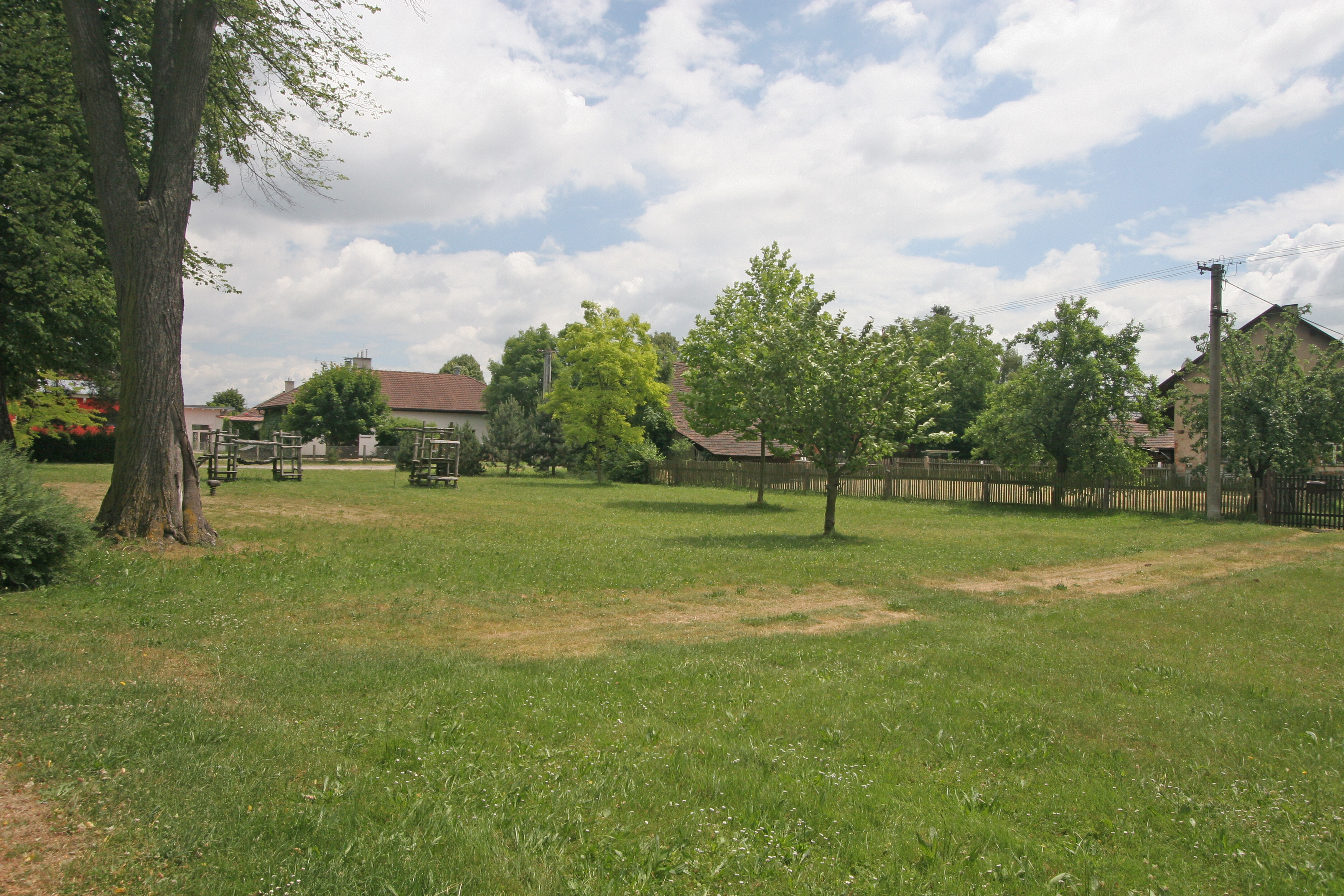
Dorfplatz von Rokytno

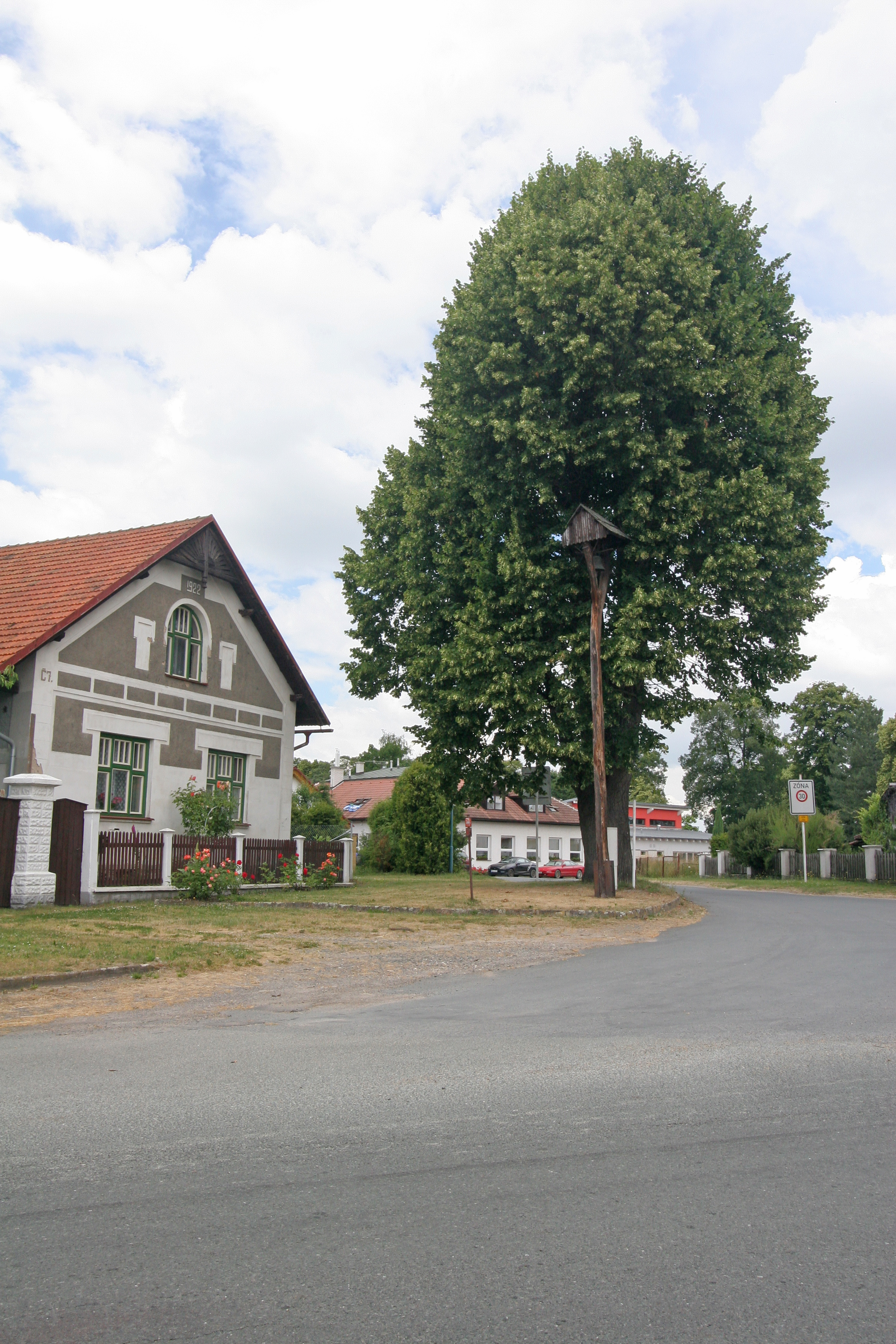
Glockenbaum

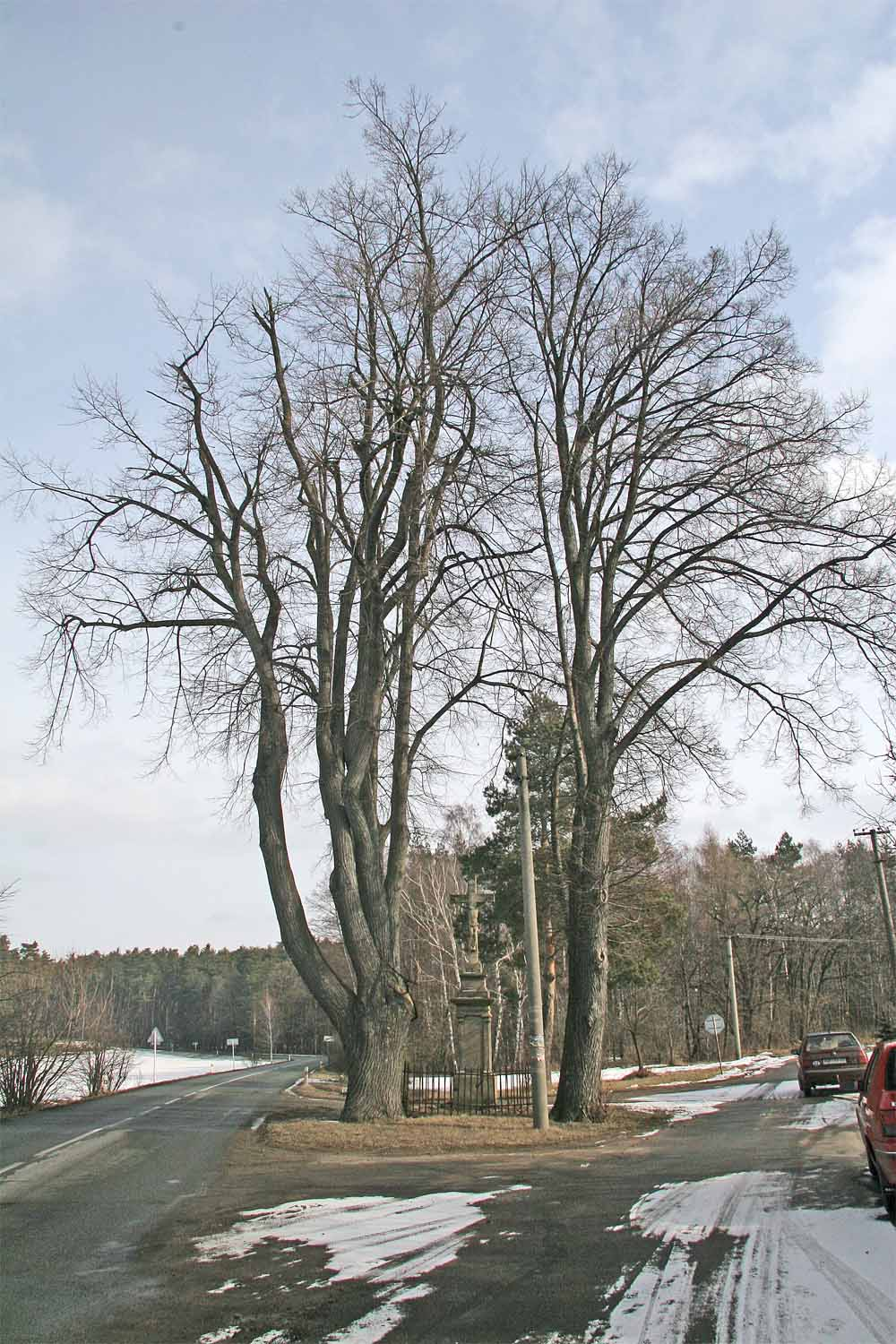
Kreuz am nördlichen Ortsrand

Rokytno (deutsch Rokitno) ist eine Gemeinde in Tschechien. Sie liegt elf Kilometer nordöstlich des Stadtzentrums von Pardubice und gehört zum Okres Pardubice.

## Geographie
Rokytno befindet sich rechtsseitig des Baches Brodecký potok bzw. Bejštačka in der Pardubická kotlina (Pardubitzer Becken). Durch den Ort führt die Staatsstraße II/298 zwischen Sezemice und Býšť, westlich des Dorfes soll die Dálnice 35 entstehen. Nördlich von Rokytno entspringt die Smrčinka. Am östlichen Ortsrand liegt der Teich Rokytenský rybník, im Westen der Bohumilečský rybník.
Nachbarorte sind Hrachoviště im Norden, Svoboda und Chvojenec im Nordosten, Nový Drahoš im Osten, Starý Drahoš und Dolní Ředice im Südosten, Časy und Choteč im Süden, Labská und Lukovna im Südwesten, Bohumileč und Zástava im Westen sowie Újezd u Sezemic und Borek im Nordwesten.

## Geschichte
Archäologische Funde belegen eine intensive frühzeitliche Besiedlung der Gegend während der Stein-, Eisen- und Bronzezeit. Bei der Abtragung des Hügels "Na kopci" wurden 1884 ein romanisches Bronzeaquiminarium in Löwengestalt und ein Bronzeturibulum aus dem 13. Jahrhundert gefunden.
Rokytno ist eine Gründung des Benediktinerklosters Opatowitz. Angelegt wurde das Dorf wahrscheinlich im 13. Jahrhundert zusammen mit Borek, Bukovina nad Labem und weiteren Ortschaften zu Zeiten des Abts Andreas II., der Wälder und Büsche roden und das Sumpfgebiet besiedeln ließ. Auf dem Sandhügel "Na kopci" befand sich im Mittelalter eine Feste. Nachdem das Kloster 1421 von den Hussiten unter Diviš Bořek von Miletínek geplündert und niedergebrannt worden war, bemächtigte sich dieser der ausgedehnten Besitzungen.
Die erste urkundliche Erwähnung von Rokytno erfolgte im Jahre 1436, als König Sigismund große Teile des ehemaligen Klosterbesitzes an Diviš Bořek überschrieb, der daraus die Herrschaft Kunburg bildete. Zum Ende des 15. Jahrhunderts erwarb Wilhelm von Pernstein die Herrschaften Pardubitz und Kunburg und vereinigte sie. In der Umgebung des Dorfes ließ er mehrere Teiche anlegen. Wilhelm von Pernstein vererbte seine böhmischen Güter 1521 seinem jüngeren Sohn Vojtěch, nach dessen Tod fielen sie 1534 seinem Bruder Johann zu. Dieser hinterließ 1548 seinem Sohn Jaroslav hohe Schulden. Am 21. März 1560 veräußerte Jaroslav von Pernstein die gesamte Herrschaft Pardubitz an König Ferdinand I. Dessen Nachfolger Maximilian II. übertrug die Verwaltung der königlichen Herrschaften der Hofkammer. Diese ließ die Herrschaft Pardubitz durch ein System von 24 Rychta (Scholtiseien) neu organisieren; im Jahre 1588 übte der Rychtář in Dříteč übte die niedere Gerichtsbarkeit für Rokytno aus.
Nach dem Josephinischen Toleranzpatent von 1781 gewannen in der Gegend von Rokytno, Býšť und Chvojenec sogenannte Deisten (blouznivci) bedeutenden Einfluss; in Rokytno und Chvojenec hatten sich 52 Familien dazu bekannt. Die Deisten gehörten nicht zu den anerkannten Kirchen und lehnten die Taufe, die Zehn Gebote sowie die christliche Form der Ehe ab; da sie der Obrigkeit große Schwierigkeiten bereiteten, ging diese bald mit Stockschlägen gegen die Sektierer vor. 1794 wurde in Rokytno eine Schule eingerichtet.
Im Jahre 1835 bestand das im Chrudimer Kreis gelegene Dorf Rokitno aus 58 Häusern, in denen 479 Personen, darunter eine protestantische und eine jüdische Familie lebten. Pfarrort war Beyscht. Bis zur Mitte des 19. Jahrhunderts blieb Rokitno der k.k. Kameralherrschaft Pardubitz untertänig.
Nach der Aufhebung der Patrimonialherrschaften bildete Rokytno ab 1849 eine Gemeinde im Gerichtsbezirk Pardubitz. 1851 erfolgte der Bau eines neuen Schulhauses. Im Jahre 1857 entstand eine Niederlassung des k. u. k. Militärgestüts Nemošice. 1860 wurde an der Bejštačka eine Wassermühle errichtet. Ab 1868 gehörte das Dorf zum politischen Bezirk Pardubitz. 1869 wurde Hrachovišťata eingemeindet; zu dieser Zeit hatte Rokytno 643 Einwohner und bestand aus 80 Häusern. Im Jahre 1876 wurde in der Schule der zweiklassige Unterricht aufgenommen. 1881 wurde eine neue Schule gebaut. Die Gründung der Freiwilligen Feuerwehr erfolgte 1882. An der Südwestseite der Mühle wurde 1883 der Teich Rokytenský rybník angelegt. Bei der Abtragung des Burgstalls der wüsten Feste wurden 1884 bedeutende archäologischen Funde gemacht. Haupterwerbsquelle der Bewohner war die Landwirtschaft, insbesondere der Flachsanbau; 1889 wurde eine Flachsdarre erbaut. Hrachovišťata bildete ab 1890 wieder eine eigene Gemeinde. Am Weg nach Nový Drahoš wurde 1891 eine Ziegelei errichtet, sie bestand bis 1951. Die Pferdezuchtstation wurde 1897 aufgegeben. Eine weitere Ziegelei entstand 1906 westlich des Dorfes am Feldweg zum Bohumilečský rybník. Im Jahre 1900 lebten in dem Dorf 611 Menschen, 1910 waren es 623. 1907 erfolgte erneut ein Neubau der Schule. Nachdem 1908 die Flachsverarbeitung eingestellt worden war, erfolgte 1924 der Abbruch der Dörrhütte. Wegen des permanenten Wassermangels wurde die Mühle 1923 endgültig stillgelegt. 1930 hatte Rokytno 645 Einwohner. Im Jahre 1949 wurde Rokytno dem Okres Holice zugeordnet. Seit 1960 gehört die Gemeinde wieder zum Okres Pardubice. 1961 wurden Nový Drahoš (zuvor Ortsteil von Chvojenec) und Starý Drahoš (zuvor Ortsteil von Dolní Ředice) nach Rokytno umgegliedert und daraus der Ortsteil Drahoš gebildet. 1964 begann der Bau eines Schwimmbades, das 1967 eröffnet wurde. Im Jahre 1976 erfolgte die Eingemeindung von Bohumileč (mit Zástava na Prutě) und Újezd (mit Zástava). Die Schule wurde 1982 geschlossen; sie wurde 1991 wiedereröffnet und 1996 erweitert. Újezd und Zástava löten sich 1990 wieder los und bildeten eine eigene Gemeinde. Beim Zensus von 2001 lebten in den 168 Häusern von Rokytno 565 Personen. Die Gemeinde hatte im Jahre 2018 905 Einwohner, davon lebten 677 in Rokytno, 152 in Bohumileč, 39 in Zástava und 37 in Drahoš.

## Gemeindegliederung
Die Gemeinde Rokytno besteht aus den Ortsteilen Bohumileč (Bohumiletsch), Drahoš (Maydorf) und Rokytno (Rokitno). Grundsiedlungseinheiten sind Bohumileč, Drahoš, Rokytno und Zástava II (Zastawa). Der Ortsteil Drahoš gliedert sich in die Siedlungen Nový Drahoš (Maydorf) und Starý Drahoš (Alt Maydorf).
Das Gemeindegebiet gliedert sich in die Katastralbezirke Bohumileč und Rokytno.

## Sehenswürdigkeiten
- Kreuz, errichtet 1887
- Gedenkstein für die Gefallenen des Ersten Weltkrieges, er wurde in den 1970er Jahren auf den Dorfplatz umgesetzt
- Naturreservat Přesypy u Rokytna, mit Kiefernwald bestandene Binnendünen am nordöstlichen Ortsrand